# Palpares schrammi
Palpares schrammi är en insektsart som beskrevs av Navás 1914. Palpares schrammi ingår i släktet Palpares och familjen myrlejonsländor. Inga underarter finns listade i Catalogue of Life.